# 大形村 (茨城県)
大形村（おおがたむら）は茨城県結城郡にかつて存在した村である。

## 地理
- 現在の下妻市の南西部、旧千代川村の西部に位置する。
- 村域は台地と平地が入り組む谷戸が多い地形になっている。
- 村は鬼怒川の西岸に位置する

## 歴史
村名はかつて存在した大方郷に由来する。

### 村域の変遷
- 1889年（明治22年）4月1日 - 町村制施行により、鎌庭村・五箇村・別府村・皆葉村・村岡村が合併し岡田郡大形村が発足。
- 1896年（明治29年）4月1日 - 岡田郡は豊田郡とともに結城郡に編入。結城郡大形村となる。
- 1955年（昭和30年）1月1日 - 宗道村・蚕飼村と合併し千代川村が発足。同日大形村廃止。
- 2006年（平成18年）1月1日 - 千代川村が下妻市に編入される。

変遷表
| 1868年 以前 | 1868年 以前 | 明治22年 4月1日 | 明治29年 4月1日 | 明治29年 4月1日 | 昭和30年 1月1日 | 平成18年 1月1日 | 現在   |
| ----------- | ----------- | --------------- | --------------- | --------------- | --------------- | --------------- | ------ |
|             | 鎌庭村      | 大形村          | 結城郡 に編入   | 大形村          | 千代川村        | 下妻市 に編入   | 下妻市 |
|             | 五箇村      | 大形村          | 結城郡 に編入   | 大形村          | 千代川村        | 下妻市 に編入   | 下妻市 |
|             | 別府村      | 大形村          | 結城郡 に編入   | 大形村          | 千代川村        | 下妻市 に編入   | 下妻市 |
|             | 皆葉村      | 大形村          | 結城郡 に編入   | 大形村          | 千代川村        | 下妻市 に編入   | 下妻市 |
|             | 村岡村      | 大形村          | 結城郡 に編入   | 大形村          | 千代川村        | 下妻市 に編入   | 下妻市 |

## 大字
- 鎌庭（かまにわ）
- 五箇（ごか）
- 別府（べっぷ）
- 皆葉（みなば）
- 村岡（むらおか）

## 人口・世帯

### 人口
総数 [単位： 人]
| 1891年（明治24年） | 2,011 |
| 1920年（大正 9年） | 2,329 |
| 1935年（昭和10年） | 2,568 |
| 1950年（昭和25年） | 3,488 |
| 1953年（昭和28年） | 3,495 |

### 世帯
総数 [単位： 世帯]
| 1920年（大正 9年） | 442 |
| 1935年（昭和10年） | 467 |
| 1950年（昭和25年） | 604 |
| 1953年（昭和28年） | 603 |